# Remiselegepladsen
|  | Denne artikel er oprettet af botten PalnaBot ud fra en ekstern database. Den kan derfor have sproglige fejl eller mangler. Denne skabelon kan fjernes efter kontrol af indholdet. |

Remiselegepladsen er en film instrueret af Leif Beckendorff.

## Handling
En gammel sporvognsremise i det indre København er med enkle midler omdannet til alle tiders helårs-legeplads.